# Medaliści mistrzostw świata w narciarstwie alpejskim (drużynowo)
Poniższe tabele przedstawiają medalistów mistrzostw świata w narciarstwie alpejskim w zawodach drużynowych.

## Slalom równoległy
| MŚ   | Złoto | Srebro | Brąz |
| ---- | --- | --- | --- |
| 2005 | Niemcy Monika Bergmann-Schmuderer · Andreas Ertl · Martina Ertl · Florian Eckert · Hilde Gerg · Felix Neureuther                 | Austria Nicole Hosp · Renate Götschl · Benjamin Raich · Rainer Schönfelder · Michael Walchhofer · Kathrin Zettel                                  | Francja Pierrick Bourgeat · Ingrid Jacquemod · Carole Montillet · Christel Pascal · Laure Pequegnot · Jean-Pierre Vidal |
| 2007 | Austria Renate Götschl · Michaela Kirchgasser · Mario Matt · Benjamin Raich · Marlies Schild · Fritz Strobl                      | Szwecja Jens Byggmark · Patrik Järbyn · Markus Larsson · Hans Olsson · Anna Ottosson · Anja Pärson                                                | Szwajcaria Daniel Albrecht · Marc Berthod · Sandra Gini · Rabea Grand · Nadia Styger · Fabienne Suter                   |
| 2009 | Zawody odwołano z powodu warunków pogodowych                                                                                     | Zawody odwołano z powodu warunków pogodowych | Zawody odwołano z powodu warunków pogodowych                                                                            |
| 2011 | Francja Taïna Barioz · Thomas Fanara · Anémone Marmottan · Cyprien Richard · Tessa Worley · Gauthier de Tessières*               | Austria Romed Baumann · Anna Fenninger · Michaela Kirchgasser · Benjamin Raich · Marlies Schild · Philipp Schörghofer                             | Szwecja Hans Olsson · Matts Olsson · Anja Pärson · Maria Pietilä-Holmner · Axel Bäck* · Sara Hector*                    |
| 2013 | Austria Marcel Hirscher · Nicole Hosp · Michaela Kirchgasser · Philipp Schörghofer · Carmen Thalmann · Marcel Mathis*            | Szwecja Frida Hansdotter · Mattias Hargin · André Myhrer · Maria Pietilä-Holmner · Jens Byggmark* · Nathalie Eklund*                              | Niemcy Fritz Dopfer · Lena Dürr · Maria Höfl-Riesch · Felix Neureuther · Veronique Hronek* · Stefan Luitz*              |
| 2015 | Austria Eva-Maria Brem · Nicole Hosp · Michaela Kirchgasser · Marcel Hirscher · Christoph Nösig · Philipp Schörghofer            | Kanada Candace Crawford · Erin Mielzynski · Marie-Pier Préfontaine · Phil Brown · Trevor Philp · Erik Read                                        | Szwecja Sara Hector · Maria Pietilä-Holmner · Anna Swenn-Larsson · Mattias Hargin · Markus Larsson · André Myhrer       |
| 2017 | Francja Adeline Baud-Mugnier · Nastasia Noens · Tessa Worley · Mathieu Faivre · Julien Lizeroux · Alexis Pinturault              | Słowacja Tereza Jančová · Veronika Velez-Zuzulová · Petra Vlhová · Matej Falat · Adam Žampa · Andreas Žampa                                       | Szwecja Frida Hansdotter · Maria Pietilä-Holmner · Emelie Wikström · Mattias Hargin · Gustav Lundbäck · André Myhrer    |
| 2019 | Szwajcaria Aline Danioth · Wendy Holdener · Daniel Yule · Ramon Zenhäusern · Andrea Ellenberger · Sandro Simonet                 | Austria Katharina Liensberger · Katharina Truppe · Michael Matt · Marco Schwarz · Franziska Gritsch · Christian Hirschbühl                        | Włochy Irene Curtoni · Lara Della Mea · Simon Maurberger · Alex Vinatzer · Marta Bassino · Riccardo Tonetti             |
| 2021 | Norwegia Sebastian Foss Solevåg · Kristin Lysdahl · Kristina Riis-Johannessen · Thea Louise Stjernesund · Fabian Wilkens Solheim | Szwecja Estelle Alphand · William Hansson · Sara Hector · Kristoffer Jakobsen · Jonna Luthman · Mattias Rönngren                                  | Niemcy Emma Aicher · Lena Dürr · Andrea Filser · Stefan Luitz · Alexander Schmid · Linus Straßer                        |
| 2023 | Stany Zjednoczone Tommy Ford · Katie Hensien · Paula Moltzan · Nina O'Brien · River Radamus · Luke Winters                       | Norwegia Timon Haugan · Kristin Lysdahl · Leif Kristian Nestvold-Haugen · Alexander Steen Olsen · Thea Louise Stjernesund · Maria Therese Tviberg | Kanada Valérie Grenier · Erik Read · Jeffrey Read · Britt Richardson                                                    |
| 2025 | Włochy Giorgia Collomb · Lara Della Mea · Filippo Della Vite · Alex Vinatzer                                                     | Szwajcaria Luca Aerni · Delphine Darbellay · Wendy Holdener · Thomas Tumler                                                                       | Szwecja Estelle Alphand · Fabian Ax Swartz · William Hansson · Sara Hector · Kristoffer Jakobsen · Lisa Nyberg          |